# Hugo Friedrich Hartmann
Hugo Friedrich Hartmann (geboren 26. Dezember 1870 in Rosenberg in Westpreußen; gestorben 15. April 1960 in Bardowick) war ein deutscher Maler, Grafiker und Buchillustrator.

## Leben
Hartmann wurde 1870 während des Deutsch-Französischen Krieges von 1870/1871 im westpreußischen Rosenberg (heute Susz in Polen) geboren. Als sein Vater 1875 an den Folgen einer schweren Kriegsverletzung starb, zog seine Mutter mit ihm nach Berlin zu Verwandten. Wegen einer langwierigen Erkrankung seiner Mutter wuchs er dort in der Familie seines Onkels, des Bruders seines Vaters, auf. Hartmann besuchte in Berlin die Volksschule und bis 1886 das Gymnasium.
Früh fasste er den Entschluss, Maler zu werden, und wurde 1890 an der Königlichen Akademie der Bildenden Künste in Dresden aufgenommen. Hartmann studierte dort bis 1896, anfangs bei Friedrich Preller dem Jüngeren, zuletzt in der Meisterklasse von Gotthardt Kuehl. Danach siedelte er sich in dem niedersächsischen Ort Bardowick an, den er auf einer Studienreise der Akademie kennengelernt hatte.

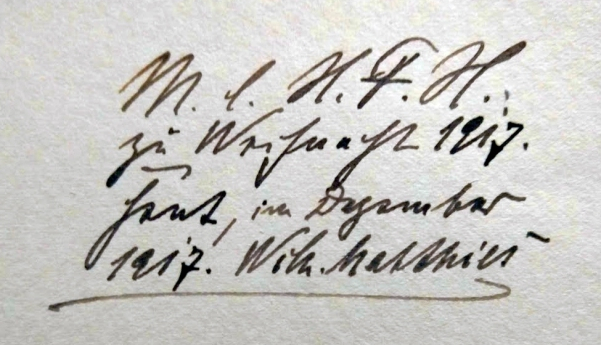
„M. l. H. F. H.“ (= Meinem lieben Hugo Friedrich Hartmann) zu Weihnacht 1917; handschriftliche Widmung von dem Architekten Wilhelm Matthies im Buch La Tour, der Pastellmaler Ludwigs XV.

Ab 1900 war er Mitglied des Hamburger Künstlervereins von 1832.
Unter den Mitgliedern der Künstlervereinigung Die Heidjer tat sich Hartmann als „Maler des Volkslebens, der Pferde und Bäume“ hervor. Nach 1903 war er zudem Mitglied im Deutschen Künstlerbund.
In der Zeit des Nationalsozialismus war Hartmann Mitglied der Reichskammer der bildenden Künste. Er war u. a. 1941 und 1942 auf der Großen Deutschen Kunstausstellung in München vertreten.
Bis zu seinem Tode lebte und arbeitete Hartmann zurückgezogen in Bardowick, wo er zunächst lange Zeit bei einem Freund wohnte und sein Atelier hatte. 1934 bezog er ein eigenes Haus mit Atelier. 1940 heiratete er Hilde Molsen; 1942 wurde die Tochter Gudrun geboren.

## Werk
Hartmann malte Ölbilder und Aquarelle, schuf Graphiken sowie Holz- und Linolschnitte. Bekannt wurde er auch durch seine Buchillustrationen; so „begleitete er seit 1910 mit seiner graphischen Neugestaltung der ‚Fibel für Niedersachsen‘ Generationen von Schülern bis in die Zeit des 2. Weltkriegs“.
Darüber hinaus schuf er großformatige Wandbilder im Bahnhof Lüneburg und im Bahnhof Stade, im Lüneburger Ratskeller sowie in der ehemaligen Lüneburger Schlieffen-Kaserne.
Hartmann fand als norddeutscher Impressionist zu Lebzeiten viel Anerkennung, während sein Werk heute wenig bekannt ist.
Die Hamburger Kunsthalle, das Bomann-Museum in Celle, das Museum für das Fürstentum Lüneburg und das Albert-König-Museum in Unterlüß besitzen Werke des Künstlers.